# Asomatos (dystrykt Kirenia)
Asomatos (gr. Ασωματος, tur. Özhan) – wieś na Cyprze, w dystrykcie Kirenia.
Asomatos jest jedną z czterech wiosek cypryjskich, zamieszkiwanych tradycyjnie przez arabskojęzycznych katolików, Maronitów. Przed inwazją turecką populacja wynosiła 527 osoby. W wiosce działa szkoła podstawowa i klub piłkarski. Mieści się tu kościół pod wezwaniem Archanioła Michała.
W wyniku inwazji tureckiej w 1974 obszar, w którym znajduje się miejscowość kontrolowany jest przez nieuznawaną na arenie międzynarodowej, proklamowaną w 1983 Turecką Republikę Cypru Północnego. Republika Cypryjska rości sobie prawa do tych terenów.